# Henry Watson & Sons
Henry Watson & Sons war ein britisches Unternehmen im Bereich Maschinenbau.

## Unternehmensgeschichte
Das Unternehmen hatte seinen Sitz in Newcastle upon Tyne. Die älteste bekannte Erwähnung stammt von 1847.
Es entwickelte zunächst Industrieprodukte wie Maschinen für die Papierherstellung, Patent-Ventile, Schiffsausrüstung oder Wasserfilter. Außerdem unterhielt es eine Metallgießerei.
Die Tochterfirma British Berna Motor Lorries baute ab 1914 Lastkraftwagen nach einer Lizenz von Berna. Es scheint, dass diese Produktion nach Ende des Ersten Weltkriegs mit der eigenen Produktion in Guildford zusammengelegt wurde.  Der Nutzfahrzeugmarkt war nach Kriegsende schwierig. Alle beteiligten Armeen musterten mehr oder weniger intakte Militärlastwagen aus, die auf den Markt kamen und für ein Überangebot sorgten.
Ab 1918 stellte das Unternehmen Lastkraftwagen her, die unter dem eigenen Markennamen Watson vertrieben wurden. Ab 1924 wurde in der Presse kaum noch darüber berichtet. Angeboten wurden sie bis 1929. Es ist möglich, dass die Produktion bereits eher endete.
Es ist nicht bekannt, wann das Unternehmen aufgelöst wurde. Allerdings wurde am 24. September 1929 in London eine Henry Watson & Sons (Cylinders) Limited gegründet. Die Verbindung ist unklar.

## Fahrzeuge
Das erste Modell hatte einen Vierzylindermotor mit etwa 5300 cm³ Hubraum. Das Getriebe hatte vier Gänge. Die Nutzlast betrug zwischen 3,5 und 4,5 Tonnen. Zur Wahl standen zwei Radstände von 396 cm und 442 cm.
1922 ergänzte ein schwerere Fahrzeug das Sortiment. Der Motor hatte etwa 6300 cm³ Hubraum. Die Nutzlast betrug 6 Tonnen.